# Das Porto meiner Kindheit
Das Porto meiner Kindheit (portugiesischer Originaltitel: Porto da Minha Infância) ist ein dokumentarischer Spielfilm des portugiesischen Regisseurs Manoel de Oliveira aus dem Jahr 2001.
Der Regisseur erstellte ihn auf Einladung des Produzenten Paulo Branco anlässlich der Kulturhauptstadt Europas seiner Heimatstadt Porto 2001. Da in der Stadt an zahlreichen Stellen bereits Baustellen in Vorbereitung der Kulturhauptstadt bestanden, sah Oliveira keine Möglichkeit, ein zutreffendes Porträt der Stadt zu fotografieren, so dass er sich dafür entschied, das Porto seiner Kindheit wieder auferstehen zu lassen. Er tritt einmal selbst als Theaterschauspieler auf und führt als Off-Sprecher durch den Film, Erinnerungen ausführend und Schriftsteller rezitierend.

## Handlung
Der Regisseur rekonstruiert die Stadt Porto, wie er sie in seiner Jugend erlebte, anhand von Szenen mit Schauspielern, aber auch Weggefährten wie die freundschaftlich und familiär mit Oliveira verbundene Schriftstellerin Agustina Bessa-Luís, Oliveiras Ehefrau Maria Isabel de Oliveira, die hier ein Lied aus dem Off singt, oder seine beiden schauspielenden Enkel Ricardo und Jorge Trêpa, die ihn selbst als Jungen und als Erwachsenen spielen. João Bénard da Costa, damaliger Leiter der Cinemateca Portuguesa, tritt in einer Nebenrolle auf, und der deutsche Dirigent Peter Rundel leitet hier das Orchester in der Szene im Teatro Nacional São João.
Oliveira erzählt als Sprecher Passagen aus seinen persönlichen Erinnerungen und porträtiert so den Alltag, das Miteinander und das kulturelle Leben Portos einer vergangenen Epoche. Das Porträt entsteht hier mittels Originalaufnahmen und nachgespielten Szenen aus seiner Erinnerung, sowohl aus seinem persönlichen Leben als auch aus Episoden aus der Stadt in den ersten Jahrzehnten des 20. Jhs.

## Produktion und Rezeption
Der Film wurde von den Filmproduktionsgesellschaften Madragoa Filmes (Portugal) und Gemini Films (Frankreich) zusammen mit der Organisation der Kulturhauptstadt Porto 2001 und dem öffentlich-rechtlichen portugiesischen Fernsehsender RTP produziert, mit finanzieller Unterstützung durch die Filmförderungsanstalten ICAM (heute ICA, Portugal) und CNC (Frankreich), und dem portugiesischen Kulturinstitut Instituto Camões.
Seine Uraufführung erlebte der Film am 2. September 2001 beim 58. Filmfestival von Venedig, wo er mit dem UNESCO-Preis ausgezeichnet wurde. Er lief danach auf einer Vielzahl weiterer internationaler Filmfestivals, darunter das Internationale Filmfestival Thessaloniki 2001, das International Film Festival Rotterdam 2002, Filmfestival von Belgrad 2002, das Festival Internacional de Cine de Mar del Plata 2002 und das Internationales Festival des Independent-Films von Buenos Aires 2002.
In Portugal wurde er erstmals am 10. September 2001 in einer Vorpremiere im Teatro Rivoli in Porto gezeigt und feierte seine offizielle Premiere am 16. September 2001, im Rahmen der Feierlichkeiten zu Porto als Kulturhauptstadt Europas. Seinen Kinostart hatte der Film in Frankreich, in nur neun Kinos am 23. Januar 2002, und in Portugal am 15. März 2002, wo er nur in vier Kinos lief und dort 6.178 Besucher anzog.
Porto da Minha Infância erschien in Portugal zunächst als VHS-Kassette bei Atalanta Filmes und danach als DVD bei ZON Lusomundo (heute Teil des Medienunternehmens NOS), 2008 nochmal in einer DVD-Box als Teil einer Werkschau zum hundertjährigen Geburtstag de Oliveiras.